# Hrabiowie Barcelony
Mianowani przez władców frankijskich:
- Berà (801–820)
- Rampó (820–826)
- Bernard z Septymanii (826–832)
- Berenguer z Tuluzy (832–835)
- Bernard z Septymanii (836–844)
- Sunifred I (844–848)
- Wilhelm (848–850)
- Aleran i Isembart (850–852)
- Odalryk (852–858)
- Humfryd (858–864)
- Bernard z Gocji (865–878)
- Wilfred Włochaty (878–897)

Hrabiowie dziedziczni, podlegli feudalnie Karolingom:
- Borrell I (897–911)
- Sunyer I (911–947)

Hrabiowie dziedziczni, niezależni od Karolingów:
- Borrell II (947–992), do 966 roku razem z bratem Miro
- Rajmund Borrell (992–1017)
- Berengar Rajmund I Krzywy (lub Garbaty, 1017–1035)
- Rajmund Berengar I Stary (1035–1076)
- Rajmund Berengar II Lnianogłowy (1076–1082)
- Berengar Rajmund II Bratobójca (1076–1097, współrządził z Rajmundem Berengarem II i Rajmundem Berengarem III)
- Rajmund Berengar III Wielki (1082–1131)
- Rajmund Berengar IV Święty (1131–1162)
- Alfons II Aragoński (Cnotliwy lub Trubadur, 1162–1164)

W 1164 roku Alfons II został królem Aragonii i od tej pory tytuł hrabiego Barcelony przysługiwał wszystkim następnym władcom Aragonii.